# Свен Тіле
Свен Тіле (нім. Sven Thiele; нар. 12 травня 1969, Мерзебург, Саксонія-Ангальт) — німецький борець вільного стилю, срібний призер чемпіонату світу, срібний та чотириразовий бронзовий призер чемпіонатів Європи, володар та бронзовий призер Кубків світу, учасник трьох Олімпійських ігор.

## Життєпис
Боротьбою почав займатися з 1979 року. У 1987 році у складі збірної НДР став віце-чемпіоном молодіжного чемпіонату світу.
Виступав за борцівський клуб SV Галле. Тренер — Райнер Камм.
Після завершення кар'єри борця перейшов на тренерську роботу. Тренував збірні Німеччини та Австрії з вільної боротьби.
Свен Тіле є тренером свого сина Еріка Тіле, який є бронзовим призером Чемпіонату Європи з боротьби 2016 року та призером багатьох чемпіонатів Європи та світу молодших вікових груп.

## Спортивні результати на міжнародних змаганнях

### Виступи на Олімпіадах
| Змагання                    | Збірна    | Вагова категорія           | Місце |
| --------------------------- | --------- | -------------------------- | ----- |
| Літні Олімпійські ігри 1996 | Німеччина | вільна боротьба, до 130 кг | 6     |
| Літні Олімпійські ігри 2000 | Німеччина | вільна боротьба, до 130 кг | 7     |
| Літні Олімпійські ігри 2004 | Німеччина | вільна боротьба, до 120 кг | 9     |

### Виступи на Чемпіонатах світу
| Змагання                        | Збірна    | Вагова категорія           | Місце  |
| ------------------------------- | --------- | -------------------------- | ------ |
| Чемпіонат світу з боротьби 1994 | Німеччина | вільна боротьба, до 130 кг | 11     |
| Чемпіонат світу з боротьби 1995 | Німеччина | вільна боротьба, до 130 кг | Срібло |
| Чемпіонат світу з боротьби 1997 | Німеччина | вільна боротьба, до 130 кг | 7      |
| Чемпіонат світу з боротьби 1998 | Німеччина | вільна боротьба, до 130 кг | 9      |
| Чемпіонат світу з боротьби 1999 | Німеччина | вільна боротьба, до 130 кг | 6      |
| Чемпіонат світу з боротьби 2001 | Німеччина | вільна боротьба, до 130 кг | 16     |
| Чемпіонат світу з боротьби 2003 | Німеччина | вільна боротьба, до 120 кг | 11     |

### Виступи на Чемпіонатах Європи
| Змагання                         | Збірна    | Вагова категорія           | Місце  |
| -------------------------------- | --------- | -------------------------- | ------ |
| Чемпіонат Європи з боротьби 1993 | Німеччина | вільна боротьба, до 130 кг | 4      |
| Чемпіонат Європи з боротьби 1994 | Німеччина | вільна боротьба, до 130 кг | 9      |
| Чемпіонат Європи з боротьби 1995 | Німеччина | вільна боротьба, до 130 кг | 7      |
| Чемпіонат Європи з боротьби 1996 | Німеччина | вільна боротьба, до 130 кг | Срібло |
| Чемпіонат Європи з боротьби 1997 | Німеччина | вільна боротьба, до 125 кг | Бронза |
| Чемпіонат Європи з боротьби 1998 | Німеччина | вільна боротьба, до 130 кг | 4      |
| Чемпіонат Європи з боротьби 1999 | Німеччина | вільна боротьба, до 130 кг | Бронза |
| Чемпіонат Європи з боротьби 2000 | Німеччина | вільна боротьба, до 130 кг | Бронза |
| Чемпіонат Європи з боротьби 2001 | Німеччина | вільна боротьба, до 130 кг | Бронза |
| Чемпіонат Європи з боротьби 2002 | Німеччина | вільна боротьба, до 120 кг | 4      |
| Чемпіонат Європи з боротьби 2003 | Німеччина | вільна боротьба, до 120 кг | 8      |
| Чемпіонат Європи з боротьби 2004 | Німеччина | вільна боротьба, до 120 кг | 4      |
| Чемпіонат Європи з боротьби 2006 | Німеччина | вільна боротьба, до 120 кг | 15     |

### Виступи на Кубках світу
| Змагання                    | Збірна    | Вагова категорія           | Місце  |
| --------------------------- | --------- | -------------------------- | ------ |
| Кубок світу з боротьби 1998 | Німеччина | вільна боротьба, до 130 кг | 5      |
| Кубок світу з боротьби 1999 | Німеччина | вільна боротьба, до 130 кг | Бронза |
| Кубок світу з боротьби 2002 | Німеччина | вільна боротьба, до 120 кг | 4      |
| Кубок світу з боротьби 2003 | Німеччина | вільна боротьба, до 120 кг | Золото |

### Виступи на інших змаганнях
| Змагання                                                  | Збірна    | Вагова категорія           | Місце  |
| --------------------------------------------------------- | --------- | -------------------------- | ------ |
| Гран-прі Німеччини з боротьби 1992                        | Німеччина | вільна боротьба, до 130 кг | 5      |
| Гран-прі Німеччини з боротьби 1993                        | Німеччина | вільна боротьба, до 130 кг | Золото |
| Гран-прі Німеччини з боротьби 1994                        | Німеччина | вільна боротьба, до 130 кг | Срібло |
| Гран-прі Німеччини з боротьби 1995                        | Німеччина | вільна боротьба, до 130 кг | Бронза |
| Гран-прі Німеччини з боротьби 1996                        | Німеччина | вільна боротьба, до 130 кг | Бронза |
| Гран-прі Німеччини з боротьби 1998                        | Німеччина | вільна боротьба, до 130 кг | Золото |
| Гран-прі Німеччини з боротьби 2001                        | Німеччина | вільна боротьба, до 130 кг | Срібло |
| Чемпіонат світу з боротьби серед військовослужбовців 2001 | Німеччина | вільна боротьба, до 130 кг | Золото |
| Гран-прі Німеччини з боротьби 2003                        | Німеччина | вільна боротьба, до 120 кг | Золото |
| Міжнародний меморіал Дейва Шульца 2004                    | Німеччина | вільна боротьба, до 120 кг | Срібло |
| Гран-прі Німеччини з боротьби 2004                        | Німеччина | вільна боротьба, до 120 кг | Бронза |

### Виступи на змаганнях молодших вікових груп
| Змагання                                       | Збірна | Вагова категорія           | Місце  |
| ---------------------------------------------- | ------ | -------------------------- | ------ |
| Чемпіонат Європи з боротьби серед юніорів 1987 | НДР    | вільна боротьба, до 115 кг | 5      |
| Чемпіонат світу з боротьби серед молоді 1987   | НДР    | вільна боротьба, до 100 кг | Срібло |
| Чемпіонат Європи з боротьби серед молоді 1988  | НДР    | вільна боротьба, до 100 кг | 7      |
| Чемпіонат світу з боротьби серед молоді 1989   | НДР    | вільна боротьба, до 130 кг | 4      |